# 聖博德天主教中學
聖博德天主教中學（英語：St. Patrick Catholic Secondary School）是加拿大安大略省多倫多的一所天主教中學，隸屬於多倫多天主教教育局，是該市年代最久遠的中學之一。

## 外部連結
- St. Patrick Catholic Secondary School （页面存档备份，存于）